# Birgit Schrowange
Birgit Schrowange (Nehden, 7 april 1958) is een Duitse tv-presentatrice.

## Jeugd en opleiding
Birgit Schrowange groeide op op een boerderij met haar familie. Reeds vroeg was ze zich ervan bewust, dat ze presentatrice wilde worden. Na de Realschule in Paderborn volgde ze een beroepsopleiding tot advocaten- en notarismedewerkster.

## Carrière
Haar tv-carrière begon in 1978 op 19-jarige leeftijd bij de WDR als redactie-assistente en ondertussen nam ze toneelonderricht. In 1983 wisselde ze naar het ZDF, waar ze als omroepster werkzaam was tot 1994 en als de vrouw met de mooiste lach telde. Gelijktijdig presenteerde ze tot 1984 het WDR-regionaalmagazine Aktuelle Stunde en daarna tot 1985 de wekelijkse namiddag-talkshow Wiedersehen macht Freude bij het ZDF. In mei 1987 speelde Schrowange in de aflevering Irgendwann van de misdaadserie Ein Fall für zwei mee, maar ook in de afleveringen Blutige Rosen (1990) en Rache (1993). In 1998 had ze een hoofdrol in de aflevering Schatten im Paradies van de ARD-serie Klinik unter Palmen.
Van januari tot september 1994 presenteerde ze het maandelijkse programma Die Deutsche Schlagerparade bij de toenmalige SWF, voordat ze in oktober 1994 wisselde naar RTL. Sinds oktober 1994 presenteerde ze daar het wekelijkse programma Extra – Das RTL-Magazin. In april 2000 maakte ze zich niet erg geliefd wegens het beledigen van gehandicapte mensen. Bovendien presenteerde ze van november 1995 tot 2004 het lifestyle-magazine Life! – Die Lust zu leben. Sinds 1998 presenteerde ze op Nieuwjaar, tot 2009 samen met Hans Meiser, de pechshow Life! Dumm gelaufen, waarin een reeks onfortuinlijke zaken van het afgelopen jaar werden beoordeeld.
Sinds het begin van haar carrière houdt ze zich ook bezig als zangeres (onder andere met haar vriendin Isabel Varell). Zo ook op de televisie bij Andrea Berg – Die 20 Jahre Show (2012) en Florian Silbereisens Das große Fest der Besten en 20 Jahre Fest (2014). Bij Silbereisen stelde ze ook haar schlager-cd voor, die drie titels bevat en haar boek Es darf gern ein bisschen mehr sein!
Schrowange was van 1998 tot 2006 met haar toenmalige RTL-collega Markus Lanz (Explosiv – Das Magazin) samen, waarmee ze een in september 2000 geboren zoon heeft.
In september 2017 maakte ze in de tv-show This Time Next Year bekend, alleen nog maar met haar natuurlijke haarkleur (grijs) op te treden, na haar haar 20 jaar lang te hebben geverfd. Voor deze type-verandering liet ze haar haar kortwieken en droeg dan een jaar lang een pruik.

## Sociale betrokkenheid
- Vrijwillige peetmoeder van de Duitse Kinderprijs van World Vision Deutschland
- Lid (sinds 1995) in het curatorium van de Deutschen Kinderkrebsnachsorge in Tannheim in het Zwarte Woud, die zich inzetten voor de rehabilitatie van chronisch zieke kinderen en hun families.
- Peetmoeder bij het Kinderhospiz in Olpe
- Medewerkster bij het Kinderhilfswerk Arche
- Medewerkster bij RTL-Kinderhäusern

## Onderscheidingen
- 2008: Verdienstmedaille van het Bundesverdienstkreuzes voor haar betrokkenheid tegen kinderarmoede
- 2014: Kaiser-Augustus-Orde van de Arbeitsgemeinschaft Trierer Karneval voor haar sociale betrokkenheid

## Werken

### Schriften
- So viel Lust zu leben. Marion von Schröder Verlag, München 1998, ISBN 3-547-78075-6
- Es darf gern ein bisschen mehr sein! Nymphenburger Verlag, München 2014, ISBN 978-3-485-02815-8 (met Shirley Michaela Seul)

### Muziek
- Fragen. HMV Musik- und Video-Vertriebsges., Barsbüttel 1986 (met Werner Magnus)
- Frohe Weihnachten. Edel AG, Hamburg 1999 (met Peter Schreier en Max Raabe)
- Wir wärn so gern im Kaufhaus eingesperrt op het album Da geht noch was. Telamo Palm, München 2013 (gastzangeres van Isabel Varell)
- Musik-CD bij het boek Es darf gern ein bisschen mehr sein! Nymphenburger Verlag, München 2014